# Rocky Joe - L'ultimo round
Rocky Joe - L'ultimo round (あしたのジョー2?, Ashita no Jōè 2) è un film di animazione  del 1981 diretto da Osamu Dezaki.
Il soggetto è tratto dall'omonimo manga di Asao Takamori e Tetsuya Chiba.
Si tratta di un montaggio delle vicende principali della seconda serie (per la precisione dal ritorno di Joe Yabuki sul ring dopo la morte dell'amico e rivale Tooru Rikishi fino allo scontro per il titolo mondiale con il campione messicano José Mendoza).

## Trama
Joe è ancora profondamente scosso dall'incontro con Tooru Rikishi concluso con la morte di quest'ultimo a causa della dieta forzata a cui aveva sottoposto il proprio corpo e da un violentissimo colpo alla tempia dello stesso Joe. Alla fine torna a casa di Danpei, dopo circa un anno e comincia nuovamente ad allenarsi. Apparentemente sembra non esser cambiato, il talento è sempre lo stesso, ma dopo le prime vittorie Nishi s'accorge (e lo fa subito notare anche a Danpei) che, durante i match fin qui sostenuti, Joe non è stato capace di assestare nemmeno un colpo al volto, come se avesse un blocco o un qualche impedimento dovuto alla paura.
Joe si rende conto che sta avendo un problema serio, non riuscendo più a dar colpi al viso: ovviamente è stata la morte di Rikishi a causargli un tale shock. Fa leva su sé stesso e cercando di superare il trauma ma non è affatto facile e inizia a perdere gli incontri . Durante un incontro con un campione locale, Joe ce la farà finalmente a colpire l'avversario alle tempie, ma improvvisamente ha un rigetto che lo spinge a vomitare sul ring e quindi ad esser squalificato: ciò è dovuto al senso di colpa ormai interiorizzato.
Intanto nessuno accetta più di affrontare il pugile Yabuki, che vede così ben presto dissolversi nel nulla la sua promettente carriera che pare finita per sempre. Intanto, il numero 6 al mondo, il pugile venezuelano Carlos Rivera è venuto in Giappone, fatto venire appositamente da Yoko Shiraki (con l'intenzione di far riprendere Joe dalle sue paure) e ospitato dalla sua palestra, è in cerca di un degno rivale e sembra che il detentore del titolo mondiale dei pesi gallo non abbia il coraggio di misurarsi con lui, temendone la potenza. Proprio per questo motivo Carlos è soprannominato il "Re senza corona" e viene considerato da tutti come un pretendente legittimo alla cintura mondiale, uno sfidante pericolosissimo per chiunque. Joe si propone e viene ingaggiato dalla palestra Shiraki per fare da sparring al campione. Durante un allenamento particolarmente violento Joe supera il suo complesso e le sue paure e riesce finalmente a colpire al volto l'avversario.
Joe e Carlos stringono una bella amicizia, e decidono di affrontarsi in un match regolare organizzato da Yoko che paga anche le penali per il rinvio del match che Carlos avrebbe dovuto disputare per il titolo mondiale della sua categoria contro il campione messicano José Mendoza. L'incontro è avvincente ed equilibrato e termina in un pareggio. 
Il mese successivo Joe, andando da Yoko per ritirare la parte del premio del suo incontro, viene a sapere che Rivera è stato battuto dopo appena un minuto e 30 secondi; Carlos aveva subito gravi danni al sistema nervoso dopo l'incontro con Yabuki e l'incontro con Mendoza lo ha definitivamente stroncato. Joe non può fare a meno di pensare alla sorte che è capitata ai suoi avversari. Poco dopo, in una uscita con una ragazza che conosce, Noriko, alla domanda di quest'ultima del perché di tutti i sacrifici che compie per poter boxare quando invece quelli della sua età si divertono, Joe le risponde che lui ama la boxe e si sente vivo all'interno del quadrato, tanto da avere una sensazione che lo fa "bruciare" e quando questa sensazione finisce, non gli rimangono altro che della bianche ceneri.
La carriera di Joe, rivitalizzata dall'aver pareggiato con il numero 6 al mondo, procede di bene in meglio fino a vincere la cintura di campione asiatico. Al ricevimento in cui si festeggia la sua vittoria, si presenta anche José Mendoza, venuto appositamente per capire che tipo è il pugile che ha affrontato prima di lui Rivera. 
Joe, Danpei e Yoko vanno alle Hawaii dove assistono a un match di Mendoza e dove la ragazza firma un contratto in esclusiva con il campione per organizzare il match in Giappone di lì a un anno di Mendoza in cui metterà in palio la cintura contro il detentore del titolo asiatico, ovvero contro Joe. Quando però i due ragazzi fanno una passeggiata sulla spiaggia, Yoko si accorge che le orme di Joe non sono dritte e sospetta che c'è qualcosa che non va in lui. In un match in cui Joe difende il titolo asiatico contro il selvaggio pugile malese Harimao si presenta anche Carlos Rivera: l'ex pugile ormai è ridotto a uno straccio, non riesce neanche a dire il suo nome, ma si ricorda di Yabuki. Quando però Joe cerca di abbotonare la camicia a Carlos, non ci riesce: il tutto avviene sotto lo sguardo di Yoko.
Yoko fornisce il filmato dell'incontro al dottor Kiniski, luminare in materia, e gli dice anche quello che ha visto, scoprendo che i suoi sospetti erano fondati: Yabuki è affetto dai sintomi del "sindrome del pugile ubriaco" ed è grave. La ragazza cerca in tutti modi di avvertire Joe, ma il ragazzo si rifiuta ad incontrarla volendo solo allenarsi. Yoko gli manda anche una lettera in cui gli spiega che è stato scoperto che il colpo che ha reso un invalido Rivera è dovuto a un "pugno avvitato" (il segreto che rende i pugni di Mendoza micidiali) sferrato alle tempie, e lo prega di poterlo incontrare per parlargli di un'altra cosa. Yoko riesce a incontrare Joe solo nello spogliatoio prima del match, cercando di persuaderlo a rinunciare dicendogli della malattia, ma con grande sorpresa viene a sapere che Joe lo sapeva già da tempo e l'aveva nascosto a tutti pur di salire sul ring. Nel disperato tentativo di fermarlo, Yoko gli confessa di essere innamorata di lui (se n'è resa conto solo adesso) e di non volere che l'uomo che ama si autodistrugga. Il giovane, sebbene colpito dai sentimenti di Yoko, non desiste: la boxe ha fatto parte della sua vita e ora che il campione del mondo lo sta aspettando non vuole fuggire. Si dirige quindi sul ring, lasciando la ragazza in lacrime nello spogliatoio.
Il match per il titolo mondiale inizia e si nota fin da subito l'enorme superiorità tecnica di Mendoza, ma Joe non si tira indietro; nei primi round attacca in maniera furibonda mancando ogni volta il bersaglio per l'impenetrabile difesa del campione, subendo molti colpi potenti, diventando cieco da un occhio, ma proprio grazie alla prospettiva sbagliata riesce a colpirlo e mettendolo in grave difficoltà, inoltre impara a riprodurre la tecnica di avvitamento del pugno del suo avversario. Quando però il campione si rende conto di come facesse, cambia tattica, mettendolo in difficoltà. Danpei, preoccupato per l'incolumità di Yabuki, tenta di gettare più volte la spugna ma Joe lo convince a rinunciare al suo intento, anche perché non è ancora "diventato tutto bianco". Yoko, vedendo Joe in serie difficoltà per i tanti colpi ricevuti, va via in macchina per poi capire che deve stare a fianco a lui, va a bordo ring e gli dice di combattere dando tutto se stesso in modo che non possa avere dei rimpianti, mentre lei resterà a guardarlo.
Mendoza lo colpisce con tutta la sua forza, sperando di convincerlo ad abbandonare l'incontro, ma Yabuki ha una tenacia e una resistenza spaventose e non si tira indietro, anzi, prende l'iniziativa e risponde colpo su colpo al campione. Joe è quasi catatonico, assente, ma resta in piedi e continua ad incassare e a rispondere, quasi automaticamente. Mendoza adesso è spaventato da questo ragazzo che sembra non aver paura di morire e comincia a sospettare che Joe sia già morto nonostante sia in piedi ad incassare i colpi: è sotto questo terribile sospetto che a Mendoza vengono i capelli bianchi dallo spavento, tanto da sembrare un vecchio alla fine dell'incontro. Alla fine, il verdetto premia il pur distrutto Mendoza e Yabuki, prima che l'arbitro proclami il vincitore, consegna i guantoni a Yoko dicendole che sono stati tutta la sua vita, ricambiando così i suoi sentimenti, e poi, felice per aver dato tutto se stesso, per aver "bruciato" fino a diventare "bianche ceneri", resta seduto e muore al proprio angolo col sorriso sulle labbra.

## Distribuzione
Il film fu distribuito nei cinema giapponesi il 4 luglio del 1981, ovvero prima della conclusione della seconda serie, avvenuta il 31 agosto dello stesso anno.
In Italia uscì direttamente in videocassetta ad opera di Yamato Video nel 1994, per poi essere in seguito pubblicato in DVD.

### Doppiaggio
Il doppiaggio è stato affidato alla C.D.C. e diretto da Michele Gammino con un cast di doppiatori diverso da quello della serie televisiva. L'unico che riprende il suo ruolo è Riccardo Niseem Onorato, che doppia il protagonista Joe Yabuki. Curiosamente Sandro Iovino, voce di Josè Mendoza nel film, aveva partecipato al doppiaggio della prima serie di Rocky Joe, dando voce a Nishi. L'adattamento dei dialoghi è molto fedele all'originale, rispetto a quello della seconda serie. Inoltre, a differenza di questa, non è stato censurato il drammatico finale; perciò il film rappresenta l'unico prodotto d'animazione (quantomeno in lingua italiana) dove è possibile assistere alla vera conclusione della storia, così come è stata scritta e disegnata nel fumetto originale.